# Novakove, Berezivka
Novakove (în ucraineană Новакове) este un sat în comuna Konopleane din raionul Berezivka, regiunea Odesa, Ucraina.

## Demografie
Componența lingvistică a localității Novakove
     Ucraineană (85,37%)
     Română (8,54%)
     Rusă (4,88%)
Conform recensământului din 2001, majoritatea populației localității Novakove era vorbitoare de ucraineană (85,37%), existând în minoritate și vorbitori de română (8,54%) și rusă (4,88%).